# Anuchit Sompakdee
Anuchit Sompakdee (thailändisch อนุชิต สมภักดี; * 19. Juli 2004) ist ein thailändischer Fußballspieler.

## Karriere
Anuchit Sompakdee stand seit August 2023 beim Lampang FC unter Vertrag. Der Verein aus Lampang spielte in der zweiten Liga, der Thai League 2. Sein Zweitligadebüt gab Sompakdee am 27. August 2023 (3. Spieltag) im Auswärtsspiel gegen den Chiangmai FC. Bei der 4:2-Niederlage wurde er in der 76. Minute für Saharat Panmarchya eingewechselt. Nach neun Ligaspielen wechselte er im August 2024 zu dem in der North/Eastern Region der dritten Liga spielenden Udon United FC.